# Criophthona harmodia
Criophthona harmodia là một loài bướm đêm trong họ Crambidae.